# Alemão (voetballer, 1961)
Ricardo Rogério de Brito (Lavras, 22 november 1961) – alias Alemão – is een Braziliaans voormalig betaald voetballer en huidig trainer. Hij was een middenvelder die meestal net voor de verdediging werd geposteerd. Met SSC Napoli won Alemão in 1989 de UEFA Cup / Europacup III en werd Italiaans landskampioen in 1990. In Spanje speelde Alemão voor Atlético Madrid, van 1987 tot 1988.
Alemão speelde 39 interlands in het Braziliaans voetbalelftal en nam deel aan het WK 1986 en WK 1990. In 1989 won hij met Brazilië de Copa América.

## Biografie
Alemão recupereerde doorgaans de ballen op het middenveld. Hij was echter geen technisch verfijnde speler. Zijn voetbalnaam "Alemão" is Portugees voor "de Duitser". De Braziliaan stond bekend als een veelzijdige verdedigende middenvelder. Zijn grootste successen als speler behaalde Alemão bij SSC Napoli. La Repubblica omschreef hem als een sterke middenvelder met veel volume en voorts als "atypisch Braziliaans". Zijn vermogen om het spel te lezen werd eveneens geprezen.
Alemão brak als middenvelder door bij het Braziliaanse Botafogo tussen 1981 en 1987. Van 1987 tot 1988 speelde Alemão voor het Spaanse Atlético Madrid, waarmee hij echter geen trofeeën won. Vervolgens kende de spelverdeler de meest succesvolle periode uit zijn loopbaan. Hij bracht namelijk vier seizoenen door bij het Italiaanse SSC Napoli, waar hij de kleedkamer deelde met de Argentijnse vedette Diego Maradona en zijn landgenoot Careca. De club telde destijds weinig buitenlanders. Napels had veel macht in de Serie A en beleefde toen waarschijnlijk de mooiste periode uit de clubgeschiedenis. Met Napoli won Alemão in 1989 de UEFA Cup / Europacup III in de finale tegen het Duitse VfB Stuttgart. In 1990 werd Alemão kampioen van de Serie A met Napoli. In 1992 verliet Alemão uiteindelijk het vurige San Paolo.
Alemão verliet evenwel Italië niet en tekende een contract bij Atalanta, waar hij tot 1994 speelde. In 1994 keerde de middenvelder terug naar Brazilië. Met São Paulo won hij de Copa CONMEBOL én de Recopa Sudamericana in 1994. In 1996 beëindigde de 35-jarige Alemão zijn voetbalcarrière bij Volta Redonda.

## Erelijst
| Competitie          |        |         |        |        |
| Competitie          | Aantal | Jaren   |        |        |
| Napoli              | Napoli | Napoli  | Napoli | Napoli |
| ------------------- | ------ | ------- | ------ | ------ |
| UEFA Cup            | 1x     | 1988/89 |        |        |
| Serie A             | 1x     | 1989/90 |        |        |
| Supercoppa Italiana | 1x     | 1990    |        |        |
| São Paulo           |        |         |        |        |
| Recopa Sudamericana | 1x     | 1994    |        |        |
| Copa CONMEBOL       | 1x     | 1994    |        |        |

| Copa América | 1x | 1989 |